# Galla-patak

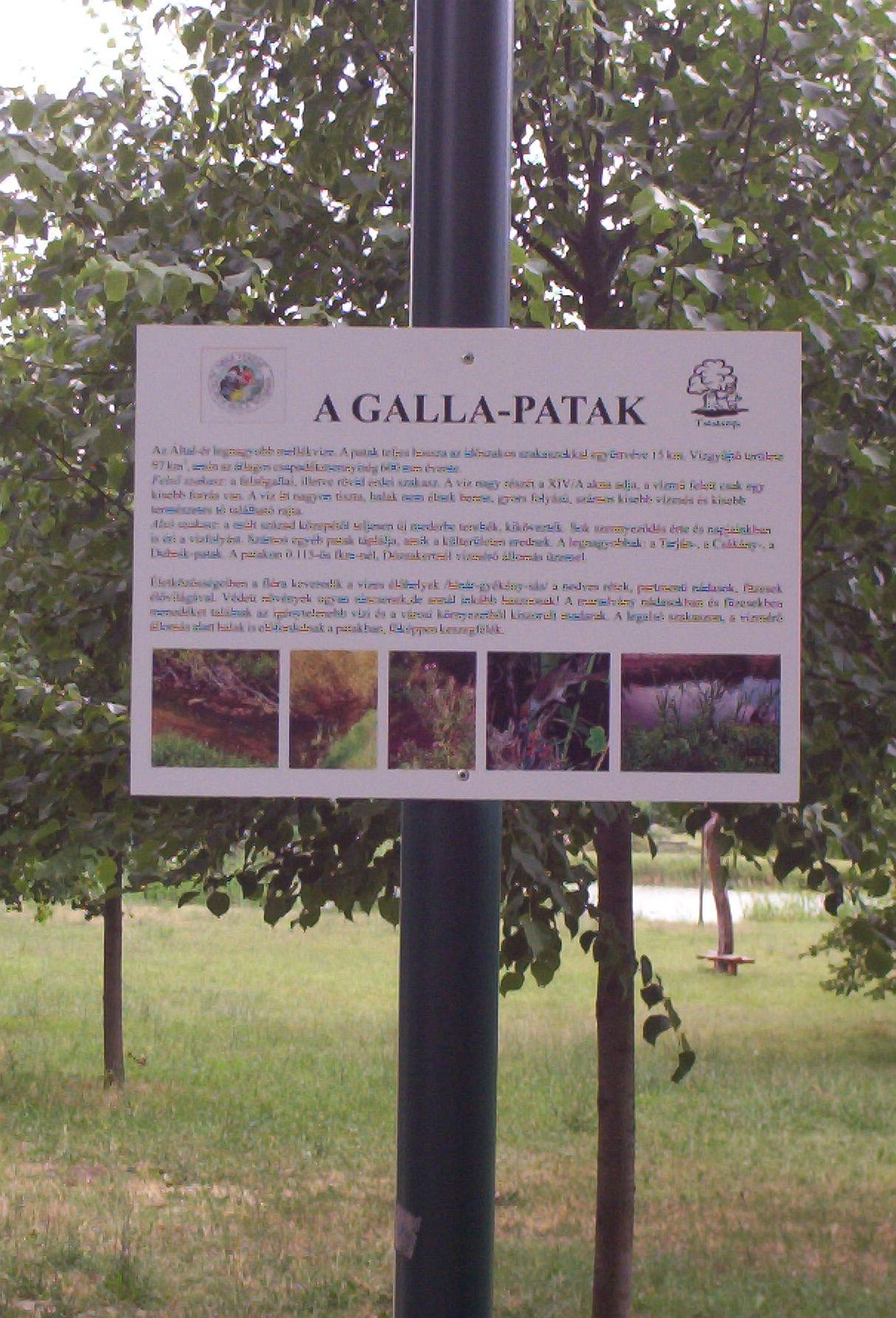
A "Kis patak" tanösvény bemutató táblája a Csónakázó-tónál

A Galla-patak vízfolyás a Gerecsét és a Vértest elválasztó Tatai-árokban. Az Által-ér legnagyobb mellékvizeként Tatabánya városán folyik keresztül.

## Vízrajza
A patak teljes hossza az időszakos szakaszokkal együttvéve 15 km. Vízgyűjtő területe 97 km², amin az átlagos csapadékmennyiség 600 mm évente. A Galla-patak átlagos vízhozama 0,4 m³/s körüli, áradás idején elérheti a 35 m³/s-ot is. A legmagasabb vízválasztó maga a Nagy-Csákány, 487 m-es magasságával egyben a Vértes legmagasabb csúcsát is alkotja.A Galla-patakon jelentős vízbevezetésnek a Carbonex Kft. Palahányó-patakba történő max. évi 110 em³-es bányavíz bevezetése számít. A Galla-patak felső részén és annak mellékvízfolyásain a felszíni vízkivételek tekintetében elsősorban horgásztavak rendelkeznek engedélyezett vízigénnyel .
A 6/2002. (XI. 5.) KvVM rendelet 7. számú melléklete szerint a Galla-patak pisztrángos víz.

## Élővilág

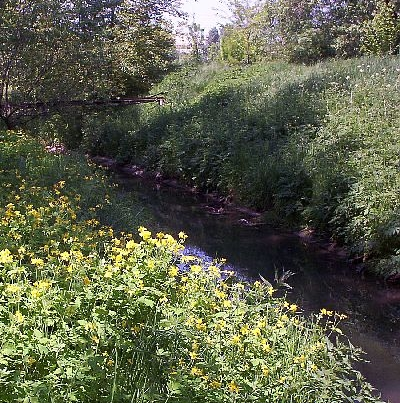
A Galla-patak alsó folyása, a Csónakázó-tónál

### Életközösségei
Életközösségeiben a flóra keveredik a vizes élőhelyek /hínár-gyékény-sás/ a nedves rétek, partmenti nádasok, füzesek élővilágával. A mocsári és patak melletti növényzet: zárt, gyakran sűrű magas, egy-két lágyszárú szintű állományok: lómenta , réti fűzény, borzas füzike, parti és posványsás, gyékény. Megjelent az antropogén gyomtársulás: fekete üröm, szulák, piros árvacsalán a parti sásosokban (sás, mocsári zsurló, mocsári gólyahír). Előfordul a nádas növényzete (nád, fekete nadálytő, nőszirom ) a fűz-nyár ligeterdő keveredik a bokor füzesekkel.

### Madarak
A maradvány nádasokban és füzesekben menedéket találnak az igénytelenebb vízi és a városi környezetből kiszorult madarak. Megfigyelt (látott, illetve madárhangról felismert) madarak:balkáni gerle, barázdabillegető, csilpcsalpfüzike, fehér gólya, fekete rigó, füsti fecske, házi rozsdafarkú, kerti poszáta, kerti rozsdafarkú, mezei veréb, molnárfecske seregély, széncinege, szürke gém, szürke légykapó, vetési varjú.

### Lepkék
Atalanta-lepke, bogáncslepke, fecskefarkú lepke, kacsafarkú szender, káposztalepke, kis rókalepke, közönséges boglárka, közönséges tarkalepke, kutyatejszender, lonc-csüngőlepke, nagy gyöngyházlepke és a nappali pávaszem.

### Bogarak
Mezei futrinka, barázdás csíkbogár, zebra csíkbogár, fényes orsócsíkbogár kis szentjánosbogár, hétpettyes katicabogár, aranyos rózsabogár, pézsmacincér.

### Halak
A legalsó szakaszon, a vízmérő állomás alatt halak is előfordulnak a patakban, főképpen keszegfélék  Archiválva 2007. december 27-i dátummal a Wayback Machine-ben. Pl: bodorka, szélhajtó küsz, vörösszárnyú keszeg, dévérkeszeg. Megfigyelhető még naphal, törpeharcsa, ritkábban csuka, sügérfélék.

### Szitakötők
Közönséges acsa, sebes acsa, kisasszony szitakötő, szép légivadász

### Kétéltűek
Gyepi béka, kecskebéka, zöld levelibéka

### Hüllők
Fürge gyík, vízisikló

### Egyenesszárnyúak
Mezei tücsök, lótücsök, zöld lombszöcske, szemölcsevő szöcske.

## Felső szakasz

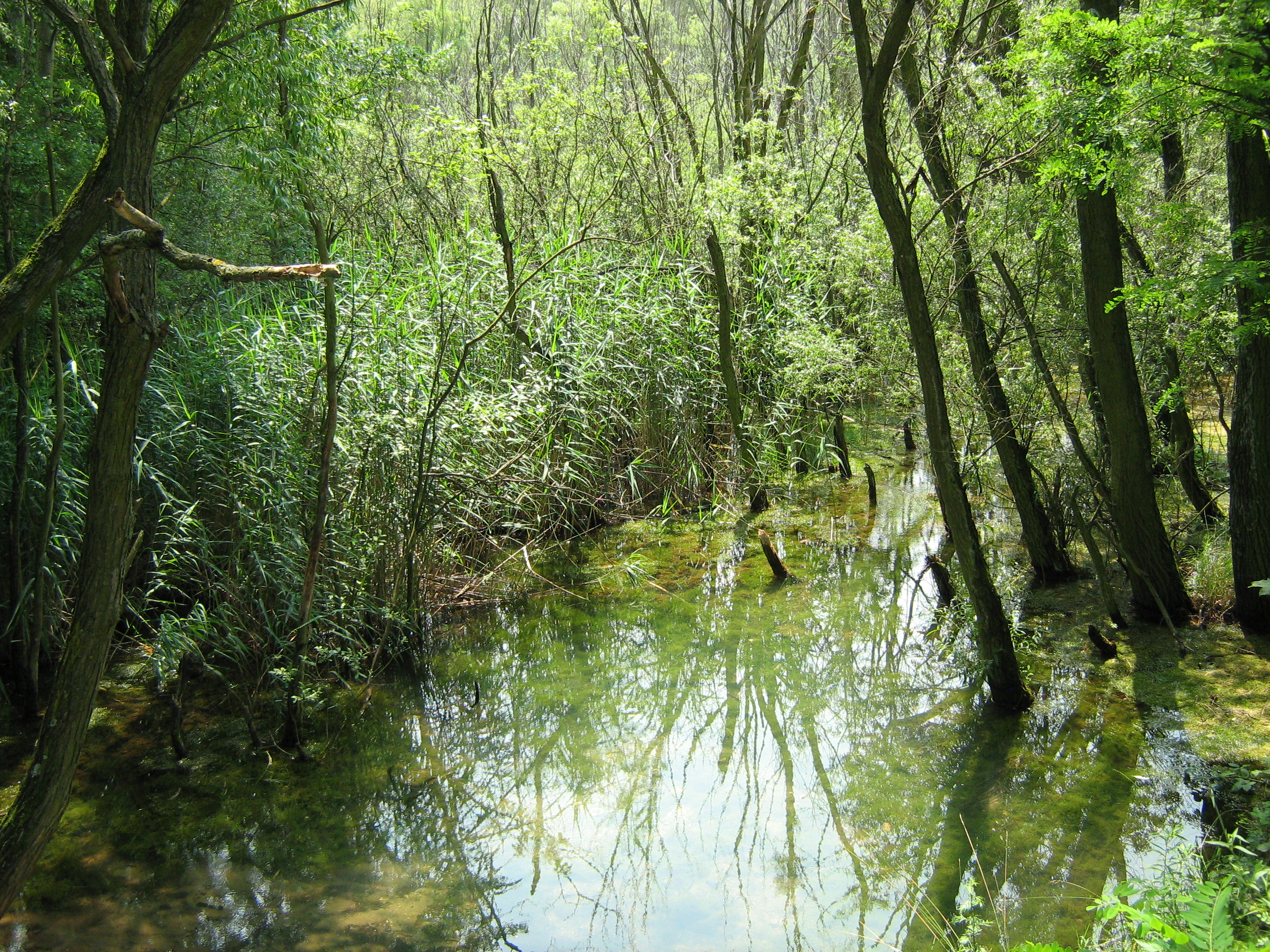
A patak felső szakaszán lévő kisebb tó

Felső szakaszának nevezzük a felsőgallai, illetve rövid erdei szakaszát. Itt szinte inni lehet a vizéből, halak nem élnek benne, gyors folyású. Erre a részre gyakran szerveznek vadvízi gyalogtúrát, mert ezen a pár száz méteres szakaszon rengeteg zúgó, vízesés található rajta, valamint kisebb természetes tavak. Csak a víz nem természetes, mert azt a XIV/A. akna bocsátja a patakba. Közel a vízműhöz egészen vasrozsdás a meder. Vannak részei, ahol egy méternél mélyebb a patak. A vízmű felett csak egy kisebb, időszakos forrás van.

## Alsó szakasz

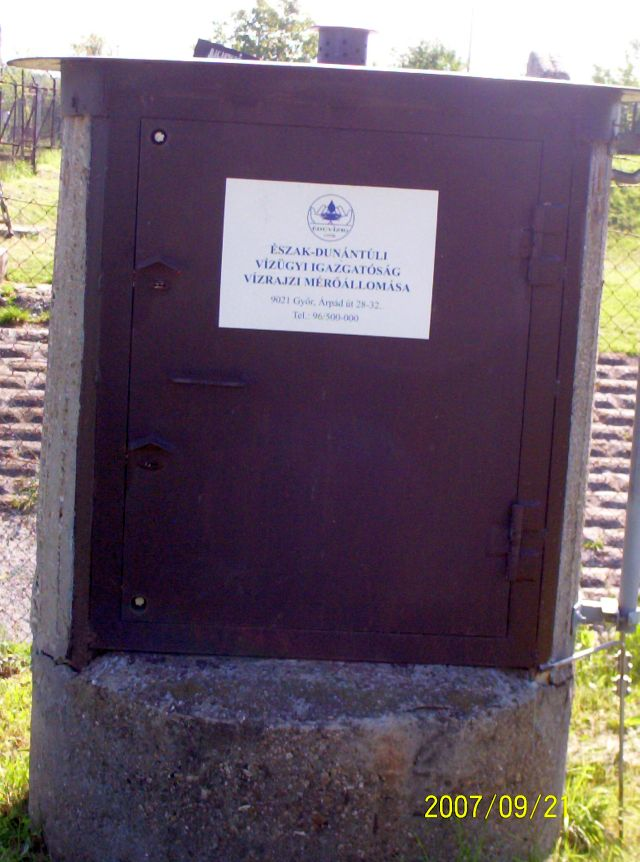
A vízmérőállomás

Alsó szakasza kevésbé látványos, itt már eléggé sok szennyeződés éri el a vízfolyást. Számos egyéb patak táplálja a belvárosban, amik a külvárosban, külterületen erednek. Legnagyobbak a Tarján- és Csákány-patak. A patakon 0.115-ös fkm-nél, Dózsakertben a VITUKI Rt vízmérőállomást üzemeltet. Aktuális vízállás adatok:
A Galla-patak vízminősége a 2000-es évek elejéig nagyrészt romlott. Bakterológiai jellemzői miatt az erősen szennyezett osztályba tartozik. Ez annak is tulajdonítható, hogy a megszűnt bányaművelés miatt már nem jelentkezik a kiemelt 100-150 köbméter/perc mennyiségű karsztvíz patakba bocsátása nincs hígító hatás. A tápláló Csákány-patak vízminősége tűrhető besorolású a viszonylag magas nitrát és nitrit koncentráció miatt, ez emberi eredetű szennyezésre utal, ami a szennyvízhálózat teljes térségi kiépülésével csökkenhet.A Galla-patak vízminősége 2005. évben az oxigén háztartás tekintetében IV., a tápanyag háztartás tekintetében V., a szerves és a szervetlen mikroszennyező alcsoportok mindegyike esetében III., az egyéb paramétereknél pedig az IV. osztályú volt. Ezek a minősítések az előző évivel megegyeztek, kivéve a szerves mikroszennyezők alcsoportját, ahol a kőolaj és termékei révén romlás következett be. 
A Csónakázó-tó és Galla-patak között 2007-től egy "kis-patak" tanösvény bemutató táblái segítik az eligazodást.( Amennyiben vandálok szét nem verik, mint legalább két alkalommal..)

## A Galla-patak az irodalomban
- Faludi Ádám: Gallapagos novellája az Angyalbérlő patakot keres című könyvéből  Archiválva 2020. augusztus 8-i dátummal a Wayback Machine-ben